# Lagoon Master
Lagoon Master (Insane Pools: Off the Deep End) est une émission de télévision américaine diffusée depuis le 20 février 2015 sur Animal Planet et en Europe sur Discovery Channel,.

## Synopsis
L'émission suit Lucas Congdon, concepteur de piscines originales et d'aménagements de jardins, et son équipe d'artisans lors de la réalisation de divers projets au travers des États-Unis,,,,,.